# 郭祖荣
郭祖荣（1928年12月16日—），是一名中国作曲家。
郭祖荣出生在福州，初中時於福州市立初级中学（现福建省福州第三中學）就讀，期間因受音樂老師的啟蒙而對交响音乐产生兴趣，并开始自学作曲。1947年时就创作了第一部小提琴和乐队的作品。1952年入福建师范大学学习美术及音乐，1954年毕业。曾先后任福建师范大学音乐系教授、福建艺术研究院一级作曲家、华侨大学音乐舞蹈学院兼职教授等。郭祖荣在1955年创作《第一交响曲》，此后的半个多世纪里，郭祖荣创作了多首交響曲。直至2021年11月為止，郭氏已創作了37首交響曲，其中第32首及第33首均在2019年進行了首演，是创作交响曲数量最多的中国作曲家。其他音乐作品亦包括十多首协奏曲、近20首其他交响性音乐作品、超过6首钢琴奏鸣曲，以及大量艺术歌曲、合唱曲。
晚年因健康問題，現時住於福州市內的醫院，但仍繼續音樂創作工作。